# Camino de Jesús
El Camino de Jesús es una calle situada en la ciudad de Palma de Mallorca, capital de las Islas Baleares, en España. Su nombre hace referencia a la puerta de la antigua muralla en la que se iniciaba este camino, la Puerta de Jesús. Fue el primer paseo público de la ciudad, construido en 1740. La vía atraviesa los barrios de Buenos Aires, Son Cotoner y Son Anglada. Se extiende desde las Avenidas hasta el término municipal de Puigpuñent. Tiene una longitud total de 6 kilómetros.

## Transporte
En autobús queda conectado mediante las siguientes líneas 6 y 9 de la EMT: 